# 騎官五
豺狼座λ，又名CD-44 9889，HD 133955、SAO 225483、HR 5626，是豺狼座的一颗恒星，视星等为4.05，位于銀經326.8，銀緯11.13，其B1900.0坐标为赤經15h 2m 6.3s，赤緯-44° 11.13′ 42″。